# Opposition interne à l'apartheid

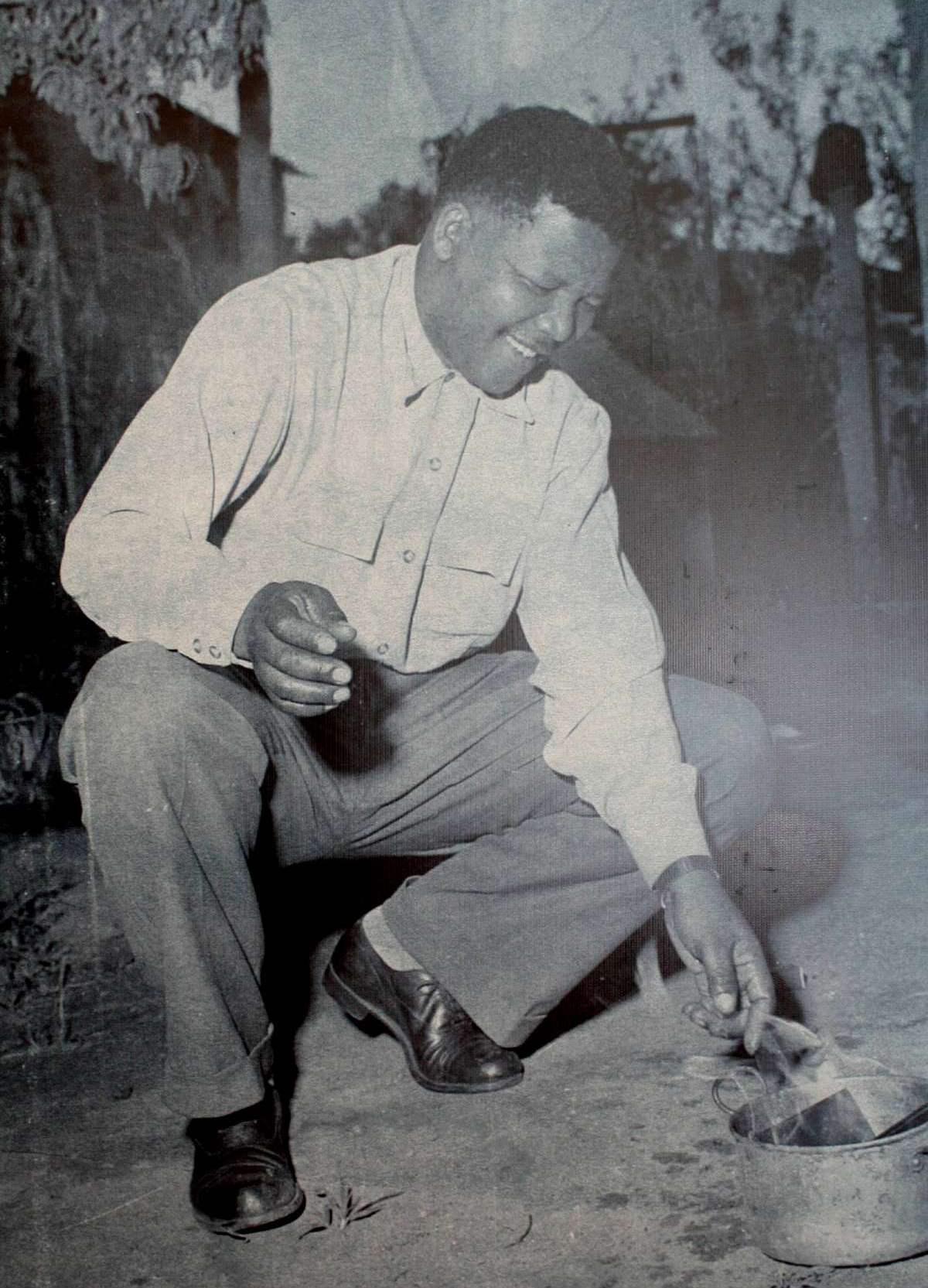
Un geste de résistance à l'apartheid consiste à brûler son passeport intérieur, comme Nelson Mandela en 1960

L'opposition interne à l'apartheid désigne en Afrique du Sud les différents secteurs de la société sud-africaine opposés au système législatif d'apartheid mis en place à partir de 1948 et aboli en 1991. Via notamment des syndicats, des partis politiques parlementaires ou extra-parlementaires, des églises et des mouvements sociaux ou culturels, cette opposition pacifique ou violente a pris la forme légale ou illégale de pétitions, de manifestations de masse, de boycotts, de résistance passive, de livres, de films mais aussi pris la forme d'actes de sabotage et d'actions terroristes meurtrières. Cette opposition a reçu progressivement le soutien d'une opposition internationale à l'apartheid qui s'est notamment manifestée par un relatif isolement diplomatique et des sanctions économiques contre l'Afrique du Sud. 
Les opposants les plus notables de cette opposition furent sans être exhaustif des activistes et des hommes politiques (Steve Biko, Nelson Mandela, Sailor Malan, Robert Sobukwe, Harry Schwarz, Helen Suzman, Joe Slovo), des syndicalistes (Elizabeth Mafekeng), des ecclésiastiques (Desmond Tutu) ou des écrivains (Nadine Gordimer). 
L'opposition interne à l'apartheid a été notamment marquée en Afrique du Sud par la campagne de défiance au début des années 1950, la rédaction de la charte de la liberté en 1956, le massacre de Sharpeville en 1960, le procès de la trahison, le procès de Rivonia, les émeutes de Soweto et tout un ensemble de manifestations au cours des années 1980. 
Les principaux mouvements de cette opposition furent le congrès national africain et son aile militaire, Umkhonto we Sizwe, le congrès panafricain d'Azanie, le front démocratique uni, le parti communiste, le mouvement de la Conscience noire, l'Organisation du peuple d'Azanie, le parti libéral, les Torch commando, le Black Sash ou encore le parti progressiste. Cette opposition atteint son apogée à la fin des années 1980 avec la constitution d'une coalition sociale très large comprenant également l’establishment intellectuel et les milieux d’affaires anglo-saxons comme l’Anglo American.
Au début des années 1990 et à la suite de l'abolition des dernières lois de l'Apartheid par le Président Frederik de Klerk, les dirigeants de l'opposition interne sous ses différentes formes ont  participé avec le gouvernement sud-africain et divers partis conservateurs ou centristes à des négociations multipartites pour l'élaboration d'une nouvelle constitution non raciale et l'organisation d'élections générales non raciales au suffrage universel. 

## L'opposition parlementaire

### Le parti Uni
Au parlement, le parti uni s'oppose à l'apartheid tout en étant favorable au principe de la domination blanche (white leadership with justice). Son souhait est d'étendre le droit de vote à tous les hommes dits civilisés, étant entendus que ceux-ci seraient occidentalisés. Cependant, il est affaibli par son échec aux élections de 1953 qui donne d'ailleurs naissance à un mouvement dissident, le parti libéral.

### Le parti démocratique
Helen Suzman (1917-2009) a été élue en 1953 députée d'Houghton sous les couleurs du Parti uni. Ensuite cofondatrice en 1959 du Parti progressiste (Progressive Party - PP), elle est une députée d'opposition progressiste de 1953 à 1989 sous le régime d'apartheid.

## L'opposition extra-parlementaire

### L'ANC

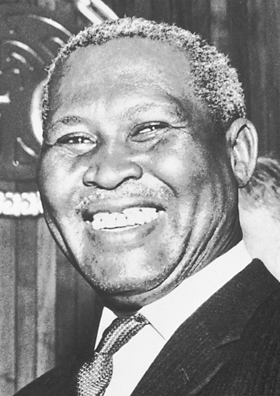
L'écrivain Albert Lutuli, président de l'ANC de 1951 à 1958 et prix Nobel de la paix en 1960 pour son combat contre l'apartheid.

La ligue de jeunesse de l'ANC se montre déterminée à lutter contre la domination blanche et contre l'apartheid. Après avoir fait écarter Alfred Xuma, jugé trop modéré, pour imposer James Moroka, elle organise une grande campagne de défiance, prônant la désobéissance civile contre les lois d'apartheid dont les manifestations culminent le 6 avril 1952, date du trois centième anniversaire de la fondation du Cap et de la première installation de Blancs en Afrique du Sud. Sur les dix mille manifestants, huit mille cinq cents sont arrêtés dont Nelson Mandela. Le gouvernement Malan modifie alors la loi sur la sécurité publique (public safety act de 1953) pour autoriser le pouvoir à suspendre les libertés individuelles, à proclamer l'état d'urgence et à gouverner par décrets. La campagne de résistance passive de l'ANC prend fin en avril 1953. Son option non raciale lui a permis de s'ouvrir aux Indiens et aux communistes blancs, mais les métis restent plus circonspects. Quand James Moroka tente de plaider la conciliation avec le gouvernement, il est renversé par la ligue des jeunes du parti qui impose alors Albert Lutuli à la tête du parti.
Liée à l'ANC, la Fédération des femmes sud-africaines (Federation of South African Women - FSAW) joue également un rôle important dans la protestation contre l'apartheid (coordination des campagnes contre les laissez-passer, pétition). Organisée sur une base inter-raciale, elle comprend des syndicalistes, des enseignants et des infirmières.
En juin 1955, 3 000 délégués de l'ANC et de divers autres groupes anti-apartheid comme le congrès indien, le Congrès des Démocrates ou le FSAW, se réunissent à Kliptown, un township de Johannesburg, dans un congrès du peuple. Ces délégués adoptent la Charte de la liberté (Freedom Charter), énonçant les bases fondamentales des revendications des gens de couleur, appelant à l'égalité des droits quelle que soit la race. Un million de personnes signent le texte. 
En janvier 1956, environ 20 000 femmes de groupes de couleurs différentes, parmi lesquelles Lillian Ngoyi et Helen Joseph, défilent au nom de la FSAW, devant les Union Buildings à Pretoria. Ignorées par le gouvernement, la FSAW organise une seconde manifestation avec le concours la Ligue des femmes de l'ANC au mois d'août 1956. Environ 20 000 femmes défilent alors contre les laissez-passer devant les Union Buildings. La même année, à la suite de l'adoption de la charte de la liberté, 156 membres de l'ANC et des organisations alliés sont arrêtés et accusés de haute trahison. Parmi les accusés se trouvent Albert Luthuli, Oliver Tambo, Walter Sisulu, Nelson Mandela, tous de l'ANC, mais aussi Ahmed Kathrada du South African Indian Congress (SAIC) ou encore Joe Slovo du parti communiste sud-africain (SACP). L'affaire est très médiatisée. L’instruction judiciaire dure pendant quatre ans, période durant laquelle les charges tombent progressivement contre les inculpés. Finalement, en mars 1961, les 30 derniers accusés restants sont à leur tour acquittés au motif que, selon les attendus du jugement, l'ANC ne pouvait être reconnu coupable d'avoir défendu une politique visant au renversement du gouvernement par la violence,. 
Après l'interdiction de l'ANC en 1960, Nelson Mandela fonde une aile militaire de l'ANC, appelé Umkhonto we Sizwe, ce qui signifie la Lance de la Nation.

### Le Congrès panafricain
De 1952 à 1959, dans les townships, des « africanistes », troublent les activités de l'ANC en demandant une action plus drastique contre la politique du gouvernement. De son côté, l'ANC passe des alliances avec des petits partis politiques blancs comme le parti communiste, des partis coloureds et indiens dans une tentative d'apparaître plus rassembleur que les africanistes. 
En 1959, de nombreux radicaux de l'ANC quittent leur mouvement pour protester contre son ouverture aux autres races et forment une organisation nationaliste concurrente, le Congrès panafricain, devenu Congrès panafricain d'Azanie (PAC), dirigé par Robert Sobukwe.
Le 21 mars 1960, une manifestation du PAC à Sharpeville, un township de Vereeniging dans le sud de la province du Transvaal, contre l'extension aux femmes du passeport intérieur, que les hommes noirs sont obligés de porter constamment sur eux, débouchent sur une fusillade et un massacre. Le PAC et l'ANC sont alors interdites et dirigeants emprisonnés ou assignés à résidence.

### L'opposition blanche

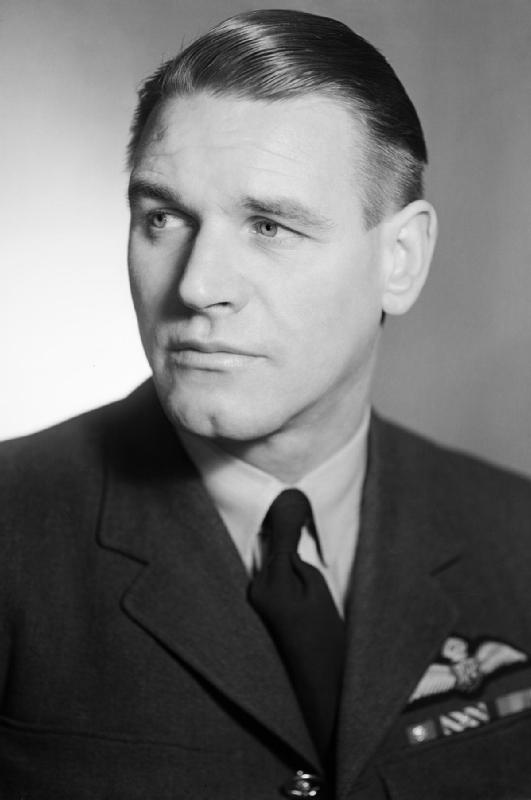
Sailor Malan est l'une des figures de proue du Torch commando

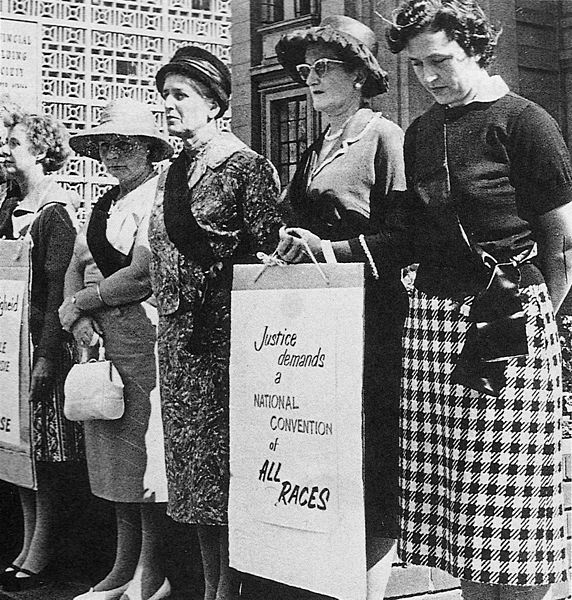
Militantes du Black Sash

De 1951 à 1956, le gouvernement Malan puis celui de Strijdom mènent une véritable bataille constitutionnelle pour radier les coloureds des listes électorales communes et instituer des collèges électoraux séparés. Politiquement, la mesure permet de priver le parti uni et le parti travailliste de voix déterminantes dans plus de la moitié des 55 circonscriptions de la province du Cap. En 1951, une première loi est votée au terme de laquelle les Coloureds et métis du Cap et du Natal seraient désormais représentés au parlement par 4 députés blancs élus pour 5 ans sur des listes séparées. La loi est vivement attaquée par l'opposition parlementaire. Des manifestations sont organisées par l'association des vétérans de guerre, avec le soutien de la Springbok Legion. Partout dans le pays se forment des mouvements de soutien au maintien des métis sur les listes électorales communes. Celui des Torch commando dirigés par Louis Kane-Berman et Sailor Malan, héros de la bataille d'Angleterre, est le plus emblématique de ces mouvements. Le mouvement reçoit l'appui financier de Harry Oppenheimer et forme un front commun avec le parti uni et le parti travailliste. Finalement, la question de la suprématie législative du Parlement se retrouve placée au centre des débats après l'invalidation de la loi par la Cour suprême par référence au South Africa Act. La tentative de D.F. Malan de contourner la décision est également un échec.

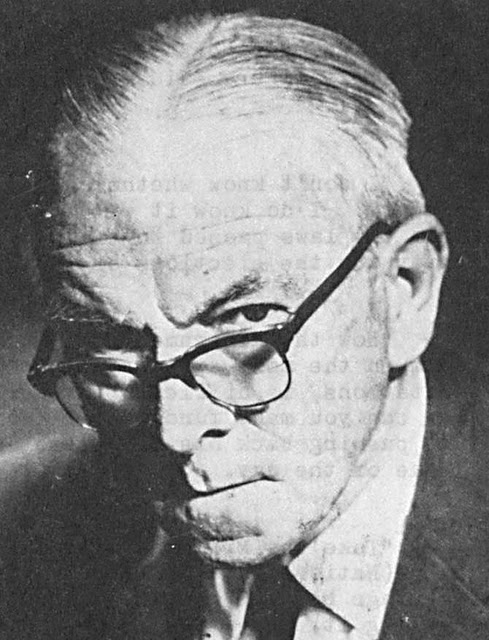
L'écrivain Alan Paton, auteur du roman, Pleure, ô pays bien-aimé dénonçant la ségrégation raciale, et fondateur et président du parti libéral (1953-1968) opposé à l'apartheid.

La stratégie du front uni se solde néanmoins par un échec au vu des résultats des élections de 1953. Le Torch Commando, limité aux anciens soldats blancs, a marqué ses limites. Constitué en 1951 pour aider le parti uni à remporter ces élections, il a par ailleurs totalement ignoré les campagnes de défiance menées par les organisations de couleurs. Le mouvement disparait alors qu'en mai 1955 apparait le Black Sash (appelé à l'origine Woman's Defence of the Constitution League) fondé par des femmes blanches anglophones de la classe moyenne et aisée afin de promouvoir le respect de la constitution et de protester contre le retrait des listes communes du droit de vote des Métis du Cap. La méthode de protestation consiste à se tenir en silence dans les lieux publics en arborant une ceinture noire en signe de deuil. La première manifestation du Black Sash rassembla plus de 18 000 personnes devant l’hôtel de ville de Johannesburg. Menant des actions semblables à celles du Torch Commando, le Black Sash collecte plus de 100 000 signatures dans une pétition adressée au premier ministre, établit des bureaux dans les centres urbains pour conseiller les Noirs sur de nombreuses questions relatives à leurs droits et organise de nombreuses manifestations. Au contraire des mouvements noirs, le Black Sash cherche à préserver le South Africa Act, ne veut pas renverser la domination blanche mais plutôt freiner l'ascension du parti national. Elle intègre des Afrikaners dans ses rangs et chante l'hymne national, Die Stem van Suid-Afrika, lors de ses rassemblements. La loi retirant les métis des listes communes est finalement votée et la constitution sud-africaine modifiée le 28 février 1956.
Durant toute la décennie des années 1950, les mouvements opposés à l'apartheid, issus des différentes communautés, peinent à s'unir et à organiser des manifestations inter-raciales. Malgré les appels de l'ANC, la communauté blanche échoue totalement à constituer un mouvement unique blanc anti-apartheid. Bien au contraire, l'opposition blanche à l'apartheid s'est morcelée en deux grandes familles (radicaux et libéraux), elles-mêmes divisées en sous-groupes divers. L'opposition libérale ignore également les appels de l'ANC à manifester ou à se rassembler (campagne de défiance, rassemblement de Kliptown), préférant privilégier les procédures légales. En fait, les motifs de mobilisation des Blancs (centrés surtout sur le droit de vote des métis) ont été différents de ceux de l'ANC et, tant le parti uni que le parti libéral, ne sont pas favorables à l'extension d'un droit de suffrage sans restriction aux populations de couleur. Si le parti uni reste favorable à la domination blanche, le parti libéral d'Alan Paton, durant cette période, condamne les actions de désobéissance civile, souhaite une déségrégation progressive de la société et se déclare favorable à un droit de vote sélectif pour les individus éduqués et propriétaires. Tout autant opposé à l'apartheid qu'au communisme et même si le parti est tiraillé entre une aile conservatrice et une aile progressiste inclinée à établir à des contacts avec l'ANC, le parti libéral est aussi favorable à la présence d'un État occidental en Afrique du Sud et croit en la mission civilisatrice des Européens en Afrique. De ce fait, l'opposition libérale est définitivement discréditée aux yeux de l'ANC qui ne privilégiera que ses alliés radicaux,. En 1958, emblématiques des divisions au sein de l'opposition blanche à l'apartheid, les membres du Black Sash se divisent entre partisans du parti uni, du parti libéral et de ceux partisans de la formation d'un parti progressiste. La nouvelle défaite du parti uni lors des élections générales scelle le divorce entre celui-ci et le Black Sash qui a évolué vers la condamnation de toutes les lois d'apartheid et reformule, lors de son congrès annuel, ses revendications dorénavant axées sur l'adoption d'une nouvelle constitution, l'opposition à toute loi injuste et l'assistance directe aux victimes de ces lois. Désertée par beaucoup de ses membres, à commencer par sa première présidente, l'association adopte la déclaration universelle des droits de l'homme deux ans plus tard. En dépit de la défection massive de ses membres en 3 ans, le Black Sash va survivre par le biais de petites groupes dévoués qui collaboreront progressivement, dans un cadre toujours légal, avec d'autres mouvements anti-apartheid. Parallèlement, en 1959, constatant les échecs successifs du parti uni et son absence de programme alternatif, ses membres les plus libéraux forment le parti progressiste tandis que le parti libéral, qui affirme de plus en plus son opposition à toute forme de discrimination raciale en Afrique du Sud et évolue vers le multiracialisme, connait peu de succès électoraux.

## Les syndicats

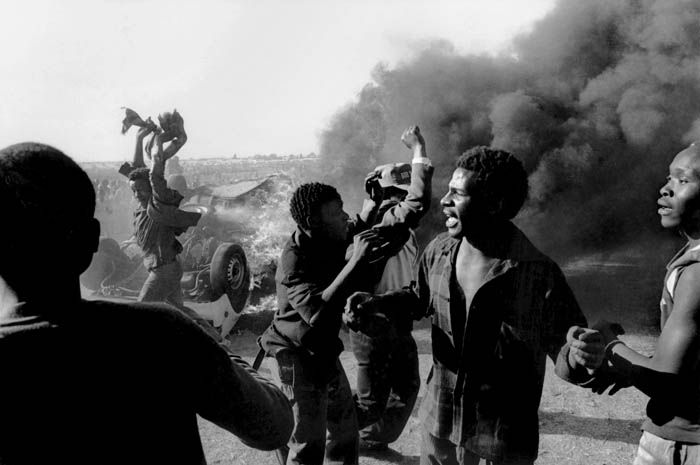
Manifestants anti-apartheid dans les années 1980

## L'opposition intellectuelle

### L'opposition universitaire
- André Brink
- Dan O'Meara

## La presse
Une frange de la presse sud-africaine s'engage à divers degrés contre l'apartheid : essentiellement édités et lus par des Blancs, le Rand Daily Mail et son successeur le Weekly Mail s'opposent à l'apartheid, tandis que The Sowetan (1981) et New Nation (1986) sont créés par des Noirs et essentiellement lus par eux, et militent activement contre la politique discriminatoire. Le Daily Dispatch et Vrye Weekblad font également partie de la presse anti-apartheid.